# Platystele ovatilabia
Platystele ovatilabia là một loài thực vật có hoa trong họ Lan. Loài này được (Ames & C.Schweinf.) Garay miêu tả khoa học đầu tiên năm 1974.